# Марк Озер
Марк Озер (англ. Mark Ozer; нар. 16 червня 1964) — колишній американський тенісист.
Найвищу одиночну позицію світового рейтингу — 474 місце досяг 15 травня 1989, парну — 155 місце — 24 липня 1989 року.

## Титули на челленджерах

### Парний розряд: (1)
| Ранг | Дата           | Турнір            | Покриття | Партнер       | Суперники            | Рахунок  |
| ---- | -------------- | ----------------- | -------- | ------------- | -------------------- | -------- |
| 1.   | 16 квітня 1989 | Єрусалим, Ізраїль | Тверде   | Альфонсо Мора | Нік Браун Нік Фулвуд | 6–3, 6–4 |